# Ralf Fährmann
Ralf Fährmann (Karl-Marx-Stadt, 27 de setembro de 1988) é um futebolista alemão que atua como goleiro e atualmente joga pelo Schalke 04.

## Carreira
Ralf Fährmann começou sua carreira no Schalke 04 em 2007.